# Biran Damla Yılmaz
Biran Damla Yılmaz. Nació el día 28 del mes de junio del año de 1997. En Gebze, Kocaeli. Turquía. Es una actriz de cine, teatro y televisión turca, conocida en algunos países de Latinoamérica por interpretar a Eylül en la serie Kırgın Çiçekler. Es una de las actrices con más seguidores de Turquía. La joven, suma alrededor de 3 millones de seguidores en redes, es una de las mujeres con más trayectoria artística de Estambul.

## Biografía.
Ella nació el día 28 del mes de junio del año de 1997 en Gebze, Kocaeli. Turquía. En 2013 comenzó su carrera como actriz, debutando en la serie turca Muhteşem Yüzyıl. En 2015, actuó en la película Çılgın Dersane 4: Ada, y posteriormente en Beyaz Yalan (Mentirilla). En el mismo año tuvo su rol protagonista en Kırgın Çiçekler, interpretando a Eylül Acar, papel que interpretó hasta 2018, cuando finalizó la serie. En 2017 interpretó a Esma en la serie turca Yasak Elma (Pecado Original). Recientemente interpretó a Nehir Aksu como protagonista en la serie Baraj (Presa), donde compartió protagonismo con el actor Feyyaz Duman, conocido por su trabajo en el cine y por su papel de Arif Kara en la serie Kadin (Mujer). Interpretó a Kumru Yıldırım en la telenovela Yasak Elma. Y.  Continuando su carrera meteórica, en el año 2018 llevó un rol principal en la telenovela Pecado Original.

## Filmografía

### Cine
| Año  | Título                | Personaje |
| ---- | --------------------- | --------- |
| 2014 | Çılgın Dersane 4: Ada | Deniz     |
| 2019 | Mucize 2: Aşk         | Mizgin    |

### Televisión
| Año           | Serie           | Personaje      |
| ------------- | --------------- | -------------- |
| 2013-2014     | Muhteşem Yüzyıl | Cariye         |
| 2014          | Yasak           | Esma           |
| 2015          | Beyaz Yalan     | Nesrin         |
| 2015-2018     | Kırgın Çiçekler | Eylül          |
| 2019          | Canevim         | Ceylan         |
| 2020-2021     | Baraj           | Nehir          |
| 2021-presente | Yasak Elma      | Kumru Yıldırım |